# 百樹園
百樹園（ひゃくじゅえん）は、茨城県水戸市元吉田町に位置し、現在は水戸市の所有となっている都市公園。もともとは民間の施設として1933年に開設され、1986年に水戸市へ移管された。

## 来歴
かつて水戸藩では、第2代藩主となった徳川光圀が、後のひたちなか市三反田の那珂川沿いに数百種類の樹木を植え、当地は「百色山（ひゃくいろやま）」と称された。
水戸市で醤油製造業を営んでいた木村傳兵衛 (4代目)は、徳川光圀の生誕300年となった1928年に、「百色山」の荒廃を嘆いて自ら樹木園を開設することを計画し、所有する0.7haほどの土地を使って、大規模な樹木園の建設を志した。樹園の設計には、水戸高等学校 (旧制) の教授であった野原茂六があたり、東京帝国大学の牧野富太郎ら植物学者たちの指導の下、地元在勤の研究者であった斎藤卯内、佐藤甲、鶴町猷が、裸子植物3科61種、被子植物61科324種、名木嘉樹856本を集めて植樹したという。